# Ragnar Nordqvist

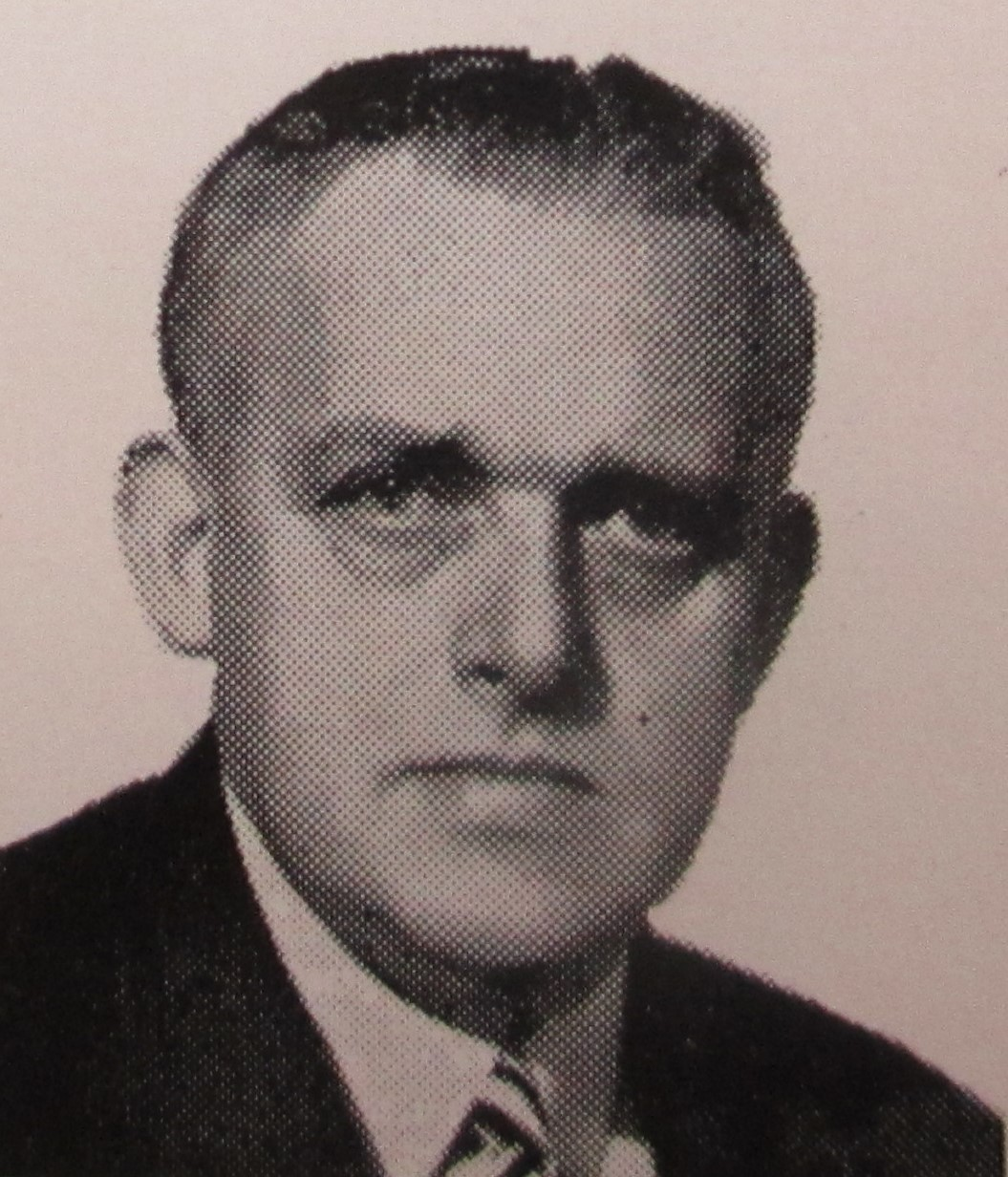
Ragnar Nordqvist.

Per Ragnar Henning Nordqvist, född 30 september 1904 i Malmö S:t Pauli församling, död 26 december 1976 i Malmö S:t Johannes församling, var en svensk fackföreningsman och socialdemokratisk kommunalpolitiker.
Nordqvist, som var son till arbetaren Anders Nordqvist och Karna Persson, lärde till murare och blev ombudsman i Svenska murareförbundets avdelning i Malmö 1941. Han tillhörde nämnda förbunds förstärkta förbundsstyrelse 1941–1950 och därefter förbundsstyrelsen till 1960 då han som kongressordförande klubbfäste beslutet om uppgående i Svenska byggnadsarbetareförbundet, där han tillhörde förbundsrådet. Han var ordförande i Folkets hus i Malmö AB, i Byggfackens platsorganisation, sekreterare i Malmö fackliga centralorganisation och ledamot i styrelsen för Malmö Byggnadsgille.
Nordqvist var ledamot av Malmö stads stadsfullmäktige 1945–1970, ordförande i Malmö stads byggnadsnämnd 1953–1970, i Malmö Kommunala Bostads AB 1954–1972, i idrottsstyrelsen 1962–1970 samt ledamot av generalplanekommittén. Han är begravd på Östra kyrkogården i Malmö.